# Media Central
Die SH Holding GmbH (vormals Media Central Holding, Außenauftritt als MEDIA Central) ist eine Mediaagentur mit Sitz in Mönchengladbach.

## Geschichte
Das Unternehmen wurde im Jahr 1997 von Stefan Hamacher gegründet. Die Media Central hat ihren Ursprung im Bereich der klassischen Haushaltswerbung – Prospekt- und Beilagenwerbung – sowie der Betreuung werbetreibender Unternehmen unterschiedlichster Branchen. Neben der Organisation der Verteilung des klassischen Handzettels wird ein entsprechendes Dienstleistungsportfolio in ergänzenden Medien wie Anzeigen-, Plakat- und Radiowerbung sowie Mobile Marketing für diverse Kunden in Deutschland und im europäischen Ausland bedient.
Im Jahr 2012 wurde das Tochterunternehmen Media Central Polska in Warschau gegründet. Anschließend folgte 2013 die Gründung der Media Central CR in Prag.
Im Jahr 2021 wurde die deutsche Werbeagentur Offerista Group Teil der Media Central Unternehmensgruppe.

## Geschäftsfelder
Die Media Central ist eine handelsorientierte Mediaagentur und bietet Dienstleistungen in den Bereichen Direktmarketing, Dialogmarketing und Handelsmarketing an;
mit MCsolution, MCmaps und MCquality wird Software für die Mediakoordination und -kontrolle angeboten.